# Albrecht Eugen von Württemberg

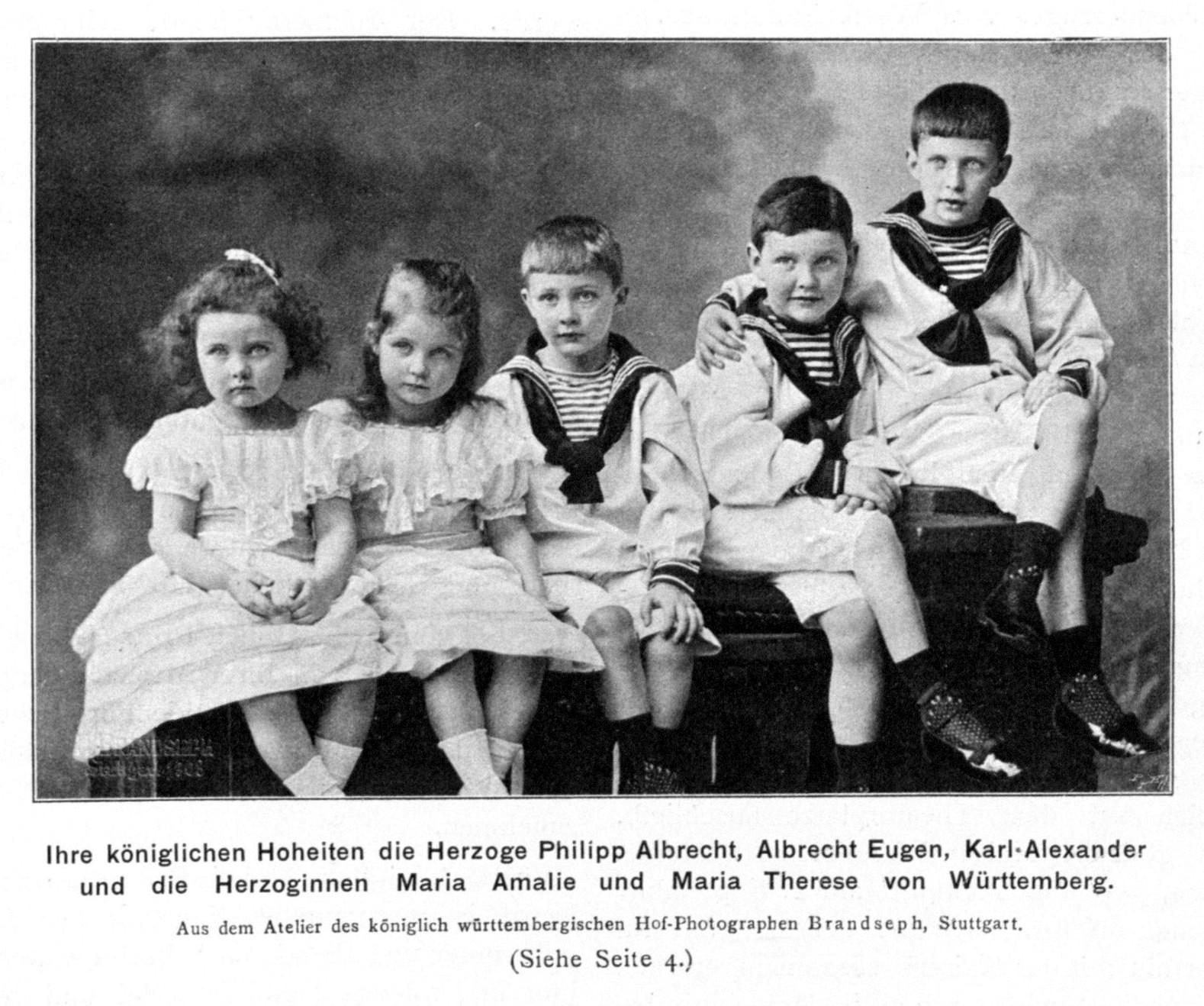
Albrecht Eugen von Württemberg (als zweiter von rechts) mit seinen Geschwistern im Jahre 1903

Albrecht Eugen  Maria Philipp Carl Joseph Fortunatus Herzog von Württemberg (* 8. Januar 1895 in Stuttgart; † 24. Juni 1954 in Schwäbisch Gmünd) war ein deutscher Offizier und Prinz des königlichen Hauses Württemberg.

## Leben
Herzog Albrecht Eugen war der zweite Sohn des Herzogs Albrecht von Württemberg und von dessen Gemahlin Margarete Sophie geb. Erzherzogin von Österreich. Herzog Albrecht Eugen gehörte somit zur katholischen Linie des Hauses Württemberg. Sein älterer Bruder Philipp Albrecht war der spätere Chef des Hauses. Als Prinz des königlichen Hauses Württemberg besaß Herzog Albrecht Eugen seit 1916 bis zum Ende der Monarchie 1918 ein Mandat in der württembergischen Kammer der Standesherren, konnte jedoch wegen seines Einsatzes im Ersten Weltkrieg nie anwesend sein. Albrecht Eugen, der früh seine Mutter verlor, wuchs in Stuttgart, Kassel, Potsdam und zeitweise auch in Österreich heran. Er besuchte das Gymnasium in Stuttgart und bestand dort 1914 das Abitur. Mit dem Beginn des Ersten Weltkriegs wurde er zur Württembergischen Armee eingezogen und leistete vier Jahre Kriegsdienst. Er kämpfte in Flandern, Frankreich und Italien. Zuletzt war er Hauptmann im Grenadier-Regiment „Königin Olga“ (1. Württembergisches) Nr. 119.
Nach dem Tod des vormaligen Königs Wilhelm II. erbte Albrecht Eugen von diesem 1921 die Herrschaft Carlsruhe in Schlesien. In Carlsruhe arbeitete er nun als Land- und Forstwirt. Er interessierte sich darüber hinaus für Architektur, Bildende Kunst und Geschichte.
Im Zweiten Weltkrieg musste Albrecht Eugen Herzog von Württemberg erneut Kriegsdienst in der Wehrmacht leisten, jedoch nicht an der Front, sondern im Stabsdienst, ohne einen Rang als Generalstabsoffizier. Da die Mitglieder des Hauses Württemberg als Gegner des NS-Regimes bekannt waren, blieb Albrecht Eugen im Rang des Hauptmanns und wurde nicht befördert. Er war bei Einsätzen in Frankreich, Rumänien und in der Sowjetunion dabei. 1943 musste er auf Grund des Prinzenerlasses die Wehrmacht verlassen. Im Januar 1945 befand er sich auf der Flucht von Carlsruhe. Sein dortiges Schloss mit der umfangreichen Bibliothek von etwa 30.000 Bänden wurde von den Truppen der Roten Armee vernichtet.

## Ehe und Nachkommen
Am 24. Januar 1924 heiratete Albrecht Eugen Herzog von Württemberg in Bad Mergentheim die bulgarische Prinzessin Nadeshda (* 30. Januar 1899 in Sofia; † 15. Februar 1958 in Stuttgart), eine Tochter des Zaren Ferdinand I. von Bulgarien. Aus der Ehe gingen drei Söhne und zwei Töchter hervor. In den Jahren 1929 bis 1930 wählte das Ehepaar Schloss Lindach als weiteren Wohnsitz in Württemberg. Schloss Lindach war von 1945 bis 1946 von der US-Army als Generalsquartier konfisziert, konnte aber danach von Albrecht Eugen und Nadeshda als Wohnsitz benutzt werden.